# بولداگ آمریکایی
بولداگ آمریکایی (به انگلیسی: American Bulldog)، نام یکی از نژادهای سگ است که خاستگاه آن به ایالات متحده آمریکا بازمی‌گردد. گفته می‌شود تبار این سگ به بولداگ انگلیسی قدیمی که اکنون منقرض شده برمی‌گردد. بولداگ بخشی از فرهنگ و تاریخ آمریکایی است و حتی گاهی به عنوان نماد فرهنگی ایالات متحده هم استفاده می‌شود. مشخصه اصلی این سگ‌ها ظاهر قدرتمند، خشن و سرسخت آن‌هاست. 

### مشخصات ظاهری
وزن جنس نر بولداگ آمریکایی ۳۲–۵۴ کیلوگرم (۷۱–۱۱۹ پوند) است و وزن جنس مادهٔ آن ۲۷–۴۱ کیلوگرم (۶۰–۹۰ پوند). قد جنس نر بولداگ آمریکایی ۵۰–۶۵ سانتیمتر (۲۰–۲۶ اینچ) است و قد جنس مادهٔ آن ۲۰–۲۴ اینچ (۵۱–۶۱ سانتیمتر). بولداگ آمریکایی در هر بار زایمان ۷ تا ۱۴ توله می‌زاید.